# Pieter van den Hoogenband
Pieter Cornelis Ruud Martijn van den Hoogenband, nizozemski plavalec, * 14. marec 1978, Maastricht, Nizozemska.
Van den Hoogenband je v svoji karieri nastopil na štirih poletnih olimpijskih igrah v plavanju, na igrah leta 2000 je osvojil po dve zlati in bronasti medalji, na igrah leta 2004 pa eno zlato in dve srebrni medalji. Na svetovnih prvenstvih v dolgih bazenih je osvojil osem srebrnih in dve bronasti medalji, na svetovnih prvenstvih v kratkih bazenih po eno zlato, srebrno in bronasto medaljo, na evropskih prvenstvih v dolgih bazenih deset zlatih, pet srebrnih in štiri bronaste medalje, na evropskih prvenstvih v kratkih bazenih pa osem zlatih, štiri srebrne in tri bronaste medalje. Vse medalje je dosegel v prostem slogu, le po eno v delfinu in mešanem slogu. 17. septembra 2000 je postavil svetovni rekord na 100 metrov prosto v dolgih bazenih, dva dni za tem pa še na 200 metrov. Rekorda sta veljala do 21. oziroma 27. marca 2001.
V letih 1999, 2000 in 2004 je bil izbran za nizozemskega športnika leta, leta 2000 za svetovnega plavalca leta, v letih 1999, 2000, 2002 in 2004 pa za evropskega plavalca leta.